# Филипсон, Артур Юрьевич
Артур Юрьевич Филипсон (1906—1950) — латвийский и советский актёр, заслуженный артист Латвийской ССР (1945), лауреат Сталинской премии (1947).

## Биография
Родился 1 апреля 1906 года на территории нынешней Латвии. По окончании в 1927 году 1-й студии Художественного театра в Риге актёр ЛХАДТ имени Я. Райниса.
Умер 27 октября 1950 года. Сын — актёр Янис Филипсон.

## Фильмография
| Год  |   | Русское название      | Оригинальное название | Роль     |
| ---- | - | --------------------- | --------------------- | -------- |
| 1947 | ф | Возвращение с победой | Mājup ar uzvaru       | Вершинин |
| 1949 | ф | Райнис                | Rainis                | Петерис  |

## Награды и премии
- Заслуженный артист Латвийской ССР (1945)[1]
- Сталинская премия второй степени (1947) — за исполнение роли Лачпелиса в спектакле «Огонь и ночь» Я. Райниса[2].